# دوروثي بيتشر بيكر
دوروثي بيشر بيكر (21 ديسمبر 1898 - 10 يناير 1954) كانت معلمة أمريكية وعضوة بارزة في الدين البهائي. ترقت إلى مناصب قيادية في المحفل الروحاني المحلي ثم انتُخبت لعضوية المحفل الروحاني المركزي للدين، وخدمت ما مجموعه ستة عشر عامًا. خلال الحرب العالمية الثانية، تولت قيادة لجنة وحدة العرق التابعة للمحفل الوطني وجهود توسيع انتشار الدين في المكسيك وأمريكا الوسطى والجنوبية. في ديسمبر 1951 تم تكريمها لخدمتها، حيث عينها شوقي أفندي، رئيس الدين آنذاك، في مرتبة الأشخاص المعروفين باسم أيادي أمر الله.
عُين الأشخاص في هذه المرتبة مدى الحياة وكانت وظيفتهم الرئيسية هي نشر الدين البهائي وحمايته. على عكس أعضاء المؤسسات المنتخبة والمؤسسات المعينة الأخرى في الدين، الذين يخدمون في تلك المناصب، يُعتبر الأيادي قد حققوا مرتبة متميزة في خدمة الدين. في 24 ديسمبر 1951 عينت يدًا لأمر الله من قبل شوقي أفندي.

## النشأة
ولدت باسم دوروثي بيشر، وكانت ذات قرابة بعيدة لهيريت بيشر ستو، الناشطة الأمريكية المناهضة للعبودية ومؤلفة كتاب كوخ العم توم (1852). يُعتقد أن هذا الكتاب الأكثر مبيعًا قد أثر على الحرب الأهلية الأمريكية.
تعرفت بيشر في سن الثالثة عشرة على الدين البهائي من خلال جدتها، وهي عضو في الدين. أخذتها جدتها إلى مدينة نيويورك  لرؤية عبد البهاء، الذي كان في رحلة طويلة إلى الغرب. متأثرة بحديثه والمزيد من التفكير في الدين، في وقت قريب من عيد ميلادها الخامس عشر، اتخذت دوروثي خطوات رسمية للاعتراف بها كبهائية.
بعد المدرسة الثانوية، التحقت بيشر بالكلية في مدرسة نيو جيرسي الحكومية للمعلمين في مونتكلير. تخرجت عام 1918 كمعلمة.

## المسيرة المهنية، الدين البهائي، والزواج
بدأت بيشر العمل في نظام المدارس الحكومية في نيوآرك، نيو جيرسي.
في يونيو 1921 تزوجت من فرانك بيكر، وهو أرمل لديه طفلان، وأخذت لقبه. أنجبا ابنة لويزا معًا عام 1922 وابنًا ولد عام 1923. بحلول عام 1926 انتقلت العائلة إلى بوفالو، نيويورك، حيث انضمت بيكر إلى الجالية البهائية المحلية. أصبحت نشطة جدًا وانتُخبت لعضوية المحفل الروحاني المحلي البهائي.
انتقلت العائلة إلى ليما، أوهايو عام 1927. واستمرت في نشاطها كبهائية، وفي عام 1928 كانت بيكر مندوبة في المؤتمر الوطني. بعد ذلك كرست نفسها أكثر لخدمة الدين. انتُخبت لأول مرة لعضوية المحفل الروحاني المركزي المكون من تسعة أشخاص عام 1937.
شاركت بيكر في أدوار قيادية في العديد من مبادرات البهائيين قبل الحرب العالمية الثانية. من بين الأولويتين القصوى كانت تلبية دعوة عبد البهاء من خلال ألواح الخطة الإلهية لنشر الدين في جميع أنحاء أمريكا الوسطى والجنوبية ومعالجة العنصرية في الولايات المتحدة. تم تعيين بيكر رئيسة للجنة العلاقات بين الأمريكتين التابعة للمحفل الروحاني المركزي البهائي للولايات المتحدة، وهي مسؤولة عن العديد من جوانب مبادرة توسيع انتشار الدين في أمريكا الوسطى والجنوبية.
في عام 1939 عينها المحفل الوطني في لجنة وحدة العرق، جنبًا إلى جنب مع لويس جورج جريجوري، وهو محامٍ أمريكي من أصل أفريقي كان مؤيدًا قويًا للدين. ترأست اللجنة من عام 1941 إلى 1944، خلال الحرب العالمية الثانية.
انتُخبت للعمل في المحفل الروحاني المركزي البهائي للولايات المتحدة وكندا؛ خدمت في النهاية ستة عشر عامًا في المحفل الوطني.
بالإضافة إلى ذلك، واصلت العمل مع لجنة وحدة العرق؛ شددت على دور التعليم والثقافة في استئصال العنصرية، وقدمت توصيات للآباء لتعليم أطفالهم بروح المساواة العرقية، وشجعت على دراسة ثقافة الأمريكيين من أصل أفريقي.
كانت بيكر مؤثرة في إنشاء مكتب متحدثي الكليات للجنة وحدة العرق. في 1941-2 زارت 30 كلية؛ في 1942-3 زارت 50 كلية أخرى. على مدى أربع سنوات، ومن خلال عمل هذا المكتب، تحدثت إلى أكثر من 60,000 طالب في 20 ولاية.
من عام 1937 إلى 1946، قامت بيكر بست رحلات عبر أمريكا الوسطى والجنوبية. بسبب خلفيتها في التحدث إلى العديد من الجماهير، اعتبرت بيكر واحدة من أفضل المتحدثين البهائيين في الولايات المتحدة.
هاجرت ابنة بيكر، لويز بيكر، إلى كولومبيا في أوائل عام 1943، وعملت على جذب اهتمام الناس بالدين البهائي. في عام 1943 أمضت دوروثي شهرًا في كولومبيا تزور ابنتها وبهائيين آخرين. لاحقًا في عام 1945 ومرة أخرى في أوائل عام 1947، كانت بيكر واحدة من عدد من البهائيين البارزين الذين سافروا عبر المكسيك، والتقوا بالسكان على طول الطريق.
بدءًا من عام 1946، بعد الحرب العالمية الثانية، وضع شوقي أفندي خططًا للمجتمع البهائي الأمريكي (الولايات المتحدة وكندا) لإرسال مهاجرين إلى أوروبا. قامت بيكر، مؤجلة حجها البهائي الشخصي، برحلة عام 1948 عبر أوروبا. زارت النرويج والسويد والدنمارك وهولندا وبلجيكا ولوكسمبورغ وسويسرا وإيطاليا وإسبانيا والبرتغال (حيث زارت ابنتها مرة أخرى). انظر .
كانت بيكر ممثلة للمحفل الوطني الأمريكي في المؤتمر البهائي لعام 1951. كان عليهم انتخاب أعضاء محفل إقليمي للإشراف على توسع البهائية عبر المكسيك وإلى أمريكا الوسطى والجنوبية، وإلى جزر الهند الغربية.
خلال رحلة ثانية عبر أوروبا عام 1951، عين شوقي أفندي بيكر أيادي أمر الله|يدًا لأمر الله.

## بعد تعيينها يدًا لأمر الله
حضرت بيكر المؤتمر الثاني للمحفل الإقليمي لأمريكا اللاتينية الذي عقد في سان خوسيه، كوستاريكا في أبريل 1952 - آخر رحلة لها إلى المنطقة.

## الوفاة
في فبراير 1953، عُقد أول مؤتمر قاري من بين أربعة مؤتمرات حددها شوقي أفندي في أوغندا. كانت بيكر ضمن البرنامج جنبًا إلى جنب مع علي أكبر فروتان، وأوغو جياتشيري، وHermann Grossman، وعلي محمد ورقا، وجورج تاونسند، وذكر الله خادم، حيث قدموا مجموعة واسعة من المحاضرات والدروس على مدار 7 أيام. قامت بيكر بحجها البهائي قبل المؤتمر مباشرة بعد تأجيله مرتين في سنوات سابقة من أجل تقديم الخدمة في رحلاتها.
في مؤتمر متابعة لمبادرات أوروبا، في ستوكهولم في أغسطس 1953، طلبت بيكر من بهائي الاستقرار في أندورا وتطوع الفرنسي المولد ويليام دانجون ديودوني. غادر منزله في الدنمارك ووصل في 7 أكتوبر 1953 وبالتالي تم إدراجه كـفارس لبهاء الله بعد ذلك.
تحدثت بيكر في مجموعة متنوعة من الفعاليات في الهند ومددت إقامتها مرتين للتحدث في المدارس - كان آخر حديث عام لها في كراتشي في أوائل عام 1954. في كراتشي استقلت طائرة BOAC متجهة إلى لندن. في يناير 1954 أُعلن عن وفاة بيكر في حادث تحطم طائرة بالقرب من جزيرة إلبا في طريقها إلى روما من باكستان حيث قامت بجولة بعد المساعدة في مؤتمر دولي في الهند. أقلعت الطائرة، الخطوط الجوية البريطانية لما وراء البحار الرحلة 781، الساعة 4:30 صباحًا بتوقيت ليما، يوم الأحد، من روما، في طريقها إلى لندن، وتحطمت في البحر بعد حوالي 40 دقيقة. كانت لديها خطط لمواصلة رحلتها من روما إلى باريس ونيويورك، ومن هناك إلى موقع هجرة مع زوجها فرانك بيكر في سانت تشارلز، غرينادا، جزر الهند الغربية.
تم تعيين بول إدموند هاني يدًا لأمر الله ليحل محلها في خدمة الدين.
كُتبت السيرة الذاتية المطبوعة الرئيسية لحياة دوروثي بيكر من قبل حفيدتها، دوروثي فريمان، وبحثت فيها ابنتها، لويز بيكر ماثياس -- Mathias، Louise B.، المحرر (1999) [1984]. From Copper to Gold: The Life of Dorothy Baker. Baháʼí Publishing Trust, USA. ص. 320. ISBN:0853981779.

## أنظر ايضا
جاكلين الثور الأيسر